# 사회적 배제

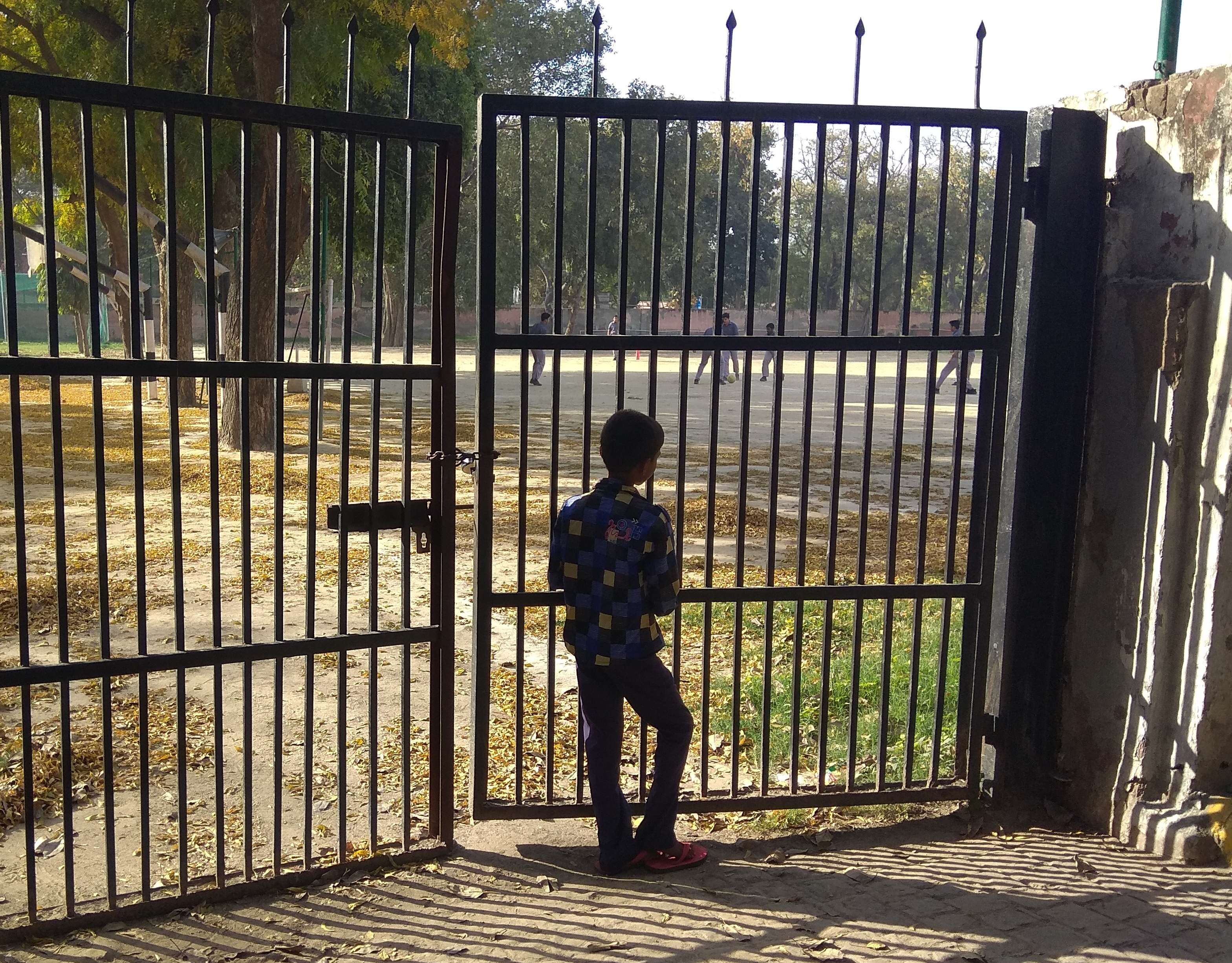

사회적 배제(社會的排除, social exclusion 혹은 social marginalization)는 사회나 개인이 특정 그룹 내의 사회적 통합에 필수적이면서도 다른 그룹의 구성원들이 일반적으로 누릴 수 있는 다양한 권리, 기회, 자원(예: 고용, 민주적 참여, 의료)으로부터 체계적으로 배제되어 있는 상태이다. 반의어는 사회적 포섭(社會的包攝)이다. 유럽에서 널리 사용되는 용어로서, 프랑스에서 처음 사용되었다.

## 사회적 포섭
반의어인 사회적 포섭은 사회적 배제를 일으키는 환경과 습관을 변화시키는 적극적 우대조치이다. 세계은행은 사회적 포섭을 사회에 참여할 목적으로, 신분에 기초하여 불이익을 받는 사람들의 능력, 기회, 근면성을 개선하는 과정으로 정의한다.

## 같이 보기
- 사회 낙인
- 사회적 박탈
- 카스트